# Rakuen Noise
Rakuen Noise (楽園ノイズ Rakuen Noizu?, lit. Ruido en el paraíso) es una serie de novelas ligeras japonesas escritas por Hikaru Sugii. Se publicó en el sitio web de publicación de novelas generadas por usuarios Kakuyomu el 1 de mayo de 2020. Más tarde fue adquirida por ASCII Media Works, que la publica bajo su sello Dengeki Bunko con ilustraciones por Yū Akinashi, y hasta el momento se han publicado cinco volúmenes desde el 9 de mayo de 2020. Una adaptación a manga, ilustrada por Akisato Shino, comenzó a publicarse en Gekkan Comic Alive de Media Factory el 26 de marzo de 2022, y hasta el momento se ha recopilado en un volumen tankōbon.

## Contenido de la obra

### Novela ligera
Rakuen Noise es escrita por Hikaru Sugii. La serie se publicó por primera vez en el sitio web de novelas generadas por usuarios Kakuyomu el 1 de mayo de 2020. Posteriormente, la serie fue adquirida por ASCII Media Works, quien comenzó a publicar las novelas con ilustraciones de Yū Akinashi el 9 de mayo del mismo año. Hasta el momento se han lanzado cinco volúmenes. 
| Volúmenes de novelas ligeras publicadas | Volúmenes de novelas ligeras publicadas | Volúmenes de novelas ligeras publicadas |
| Número                                  | Fecha de lanzamiento                    | ISBN                                    |
| --------------------------------------- | --------------------------------------- | --------------------------------------- |
| 1                                       | 9 de mayo de 2020                       | ISBN 9784049131574                      |
| 2                                       | 8 de mayo de 2021                       | ISBN 9784049136814                      |
| 3                                       | 10 de septiembre de 2021                | ISBN 9784049136821                      |
| 4                                       | 10 de marzo de 2022                     | ISBN 9784049142174                      |
| 5                                       | 10 de agosto de 2022                    | ISBN 9784049143959                      |

### Manga
Una adaptación a manga con ilustraciones de Akisato Shino, comenzó a serializarse en la revista Gekkan Comic Alive de Media Factory el 26 de marzo de 2022. Media Factory recopila sus capítulos individuales en volúmenes tankōbon. El primer volumen se lanzó el 22 de septiembre de 2022.
| Volúmenes de novelas ligeras publicadas | Volúmenes de novelas ligeras publicadas | Volúmenes de novelas ligeras publicadas |
| Número                                  | Fecha de lanzamiento                    | ISBN                                    |
| --------------------------------------- | --------------------------------------- | --------------------------------------- |
| 1                                       | 2 de septiembre de 2022                 | ISBN 9784046817341                      |

## Recepción
La serie ocupó el cuarto lugar  en la categoría New Work de Kono Light Novel ga Sugoi! 2021 de Takarajimasha, y quedó en sexto lugar en la categoría bunkobon.